# Emanuele Catarinicchia

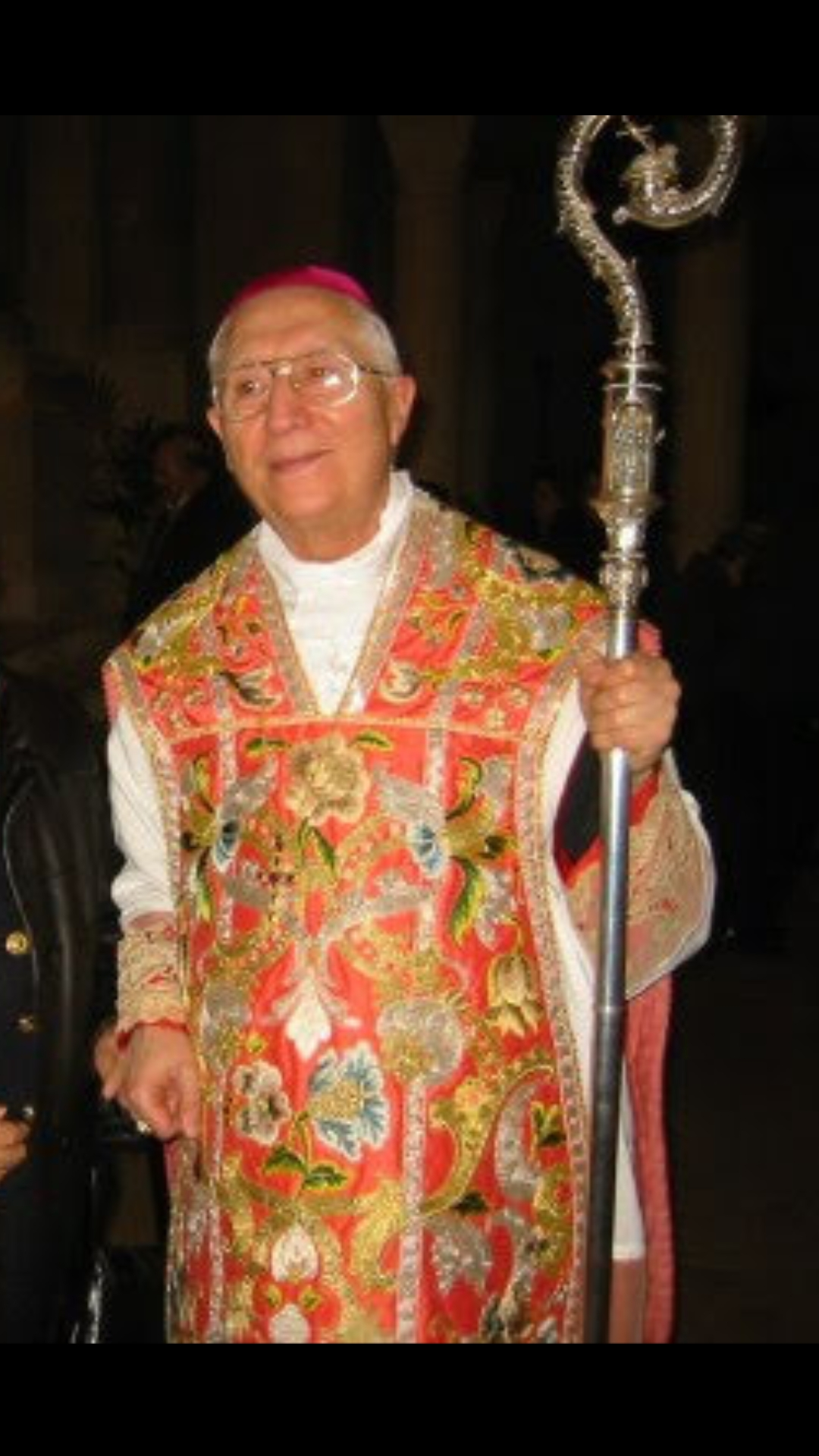
Bischof Emanuele Catarinicchia

Emanuele Catarinicchia (* 12. Juli 1926 in Partinico; † 26. Januar 2024 in Mazara del Vallo) war ein italienischer Geistlicher und römisch-katholischer Bischof von Mazara del Vallo.

## Leben
Emanuele Catarinicchia stammte aus Partinico in Sizilien, wo er die Grundschule und das Gymnasium besuchte. Er erwarb einen Abschluss in Philosophie an der staatlichen Universität Palermo und trat anschließend in das Priesterseminar in Monreale ein und empfing am 2. April 1949 das Sakrament der Priesterweihe. Er war Koadjutor in der Pfarrei Maria SS. del Carmine in Monreale, Diözesanassistent für die Jugend der Katholischen Aktion, Pfarrer von Maria SS. del Carmine, Dekan der Pfarrei S. Martino in Corleone und Vikar von Forane von Corleone. 1978 folgte die Ernennung zum erzbischöflichen Delegaten.
Am 11. November 1978 ernannte ihn Papst Johannes Paul II. zum Bischof von Cefalù. Die Bischofsweihe spendete ihm der Präfekt der Kongregation für die Bischöfe, Sebastiano Kardinal Baggio, am 17. Dezember desselben Jahres in der Pfarrkirche San Martino in Corleone. Mitkonsekratoren waren der Erzbischof von Monreale, Salvatore Cassisa, und dessen Amtsvorgänger Corrado Mingo. Die Amtseinführung im Bistum Cefalú fand am 22. Januar 1979 statt.
Am 7. Dezember 1987 wurde er zum Bischof von Mazara del Vallo ernannt. 1989 war er Initiator der Wiedereröffnung des diözesanen Priesterseminars. 
Papst Johannes Paul II. nahm am 15. November 2002 seinen altersbedingten Rücktritt an. Im Ruhestand lebte er weiterhin in Mazara del Vallo, wo er im Januar 2024 mit 97 Jahren starb.